# Saccopastore

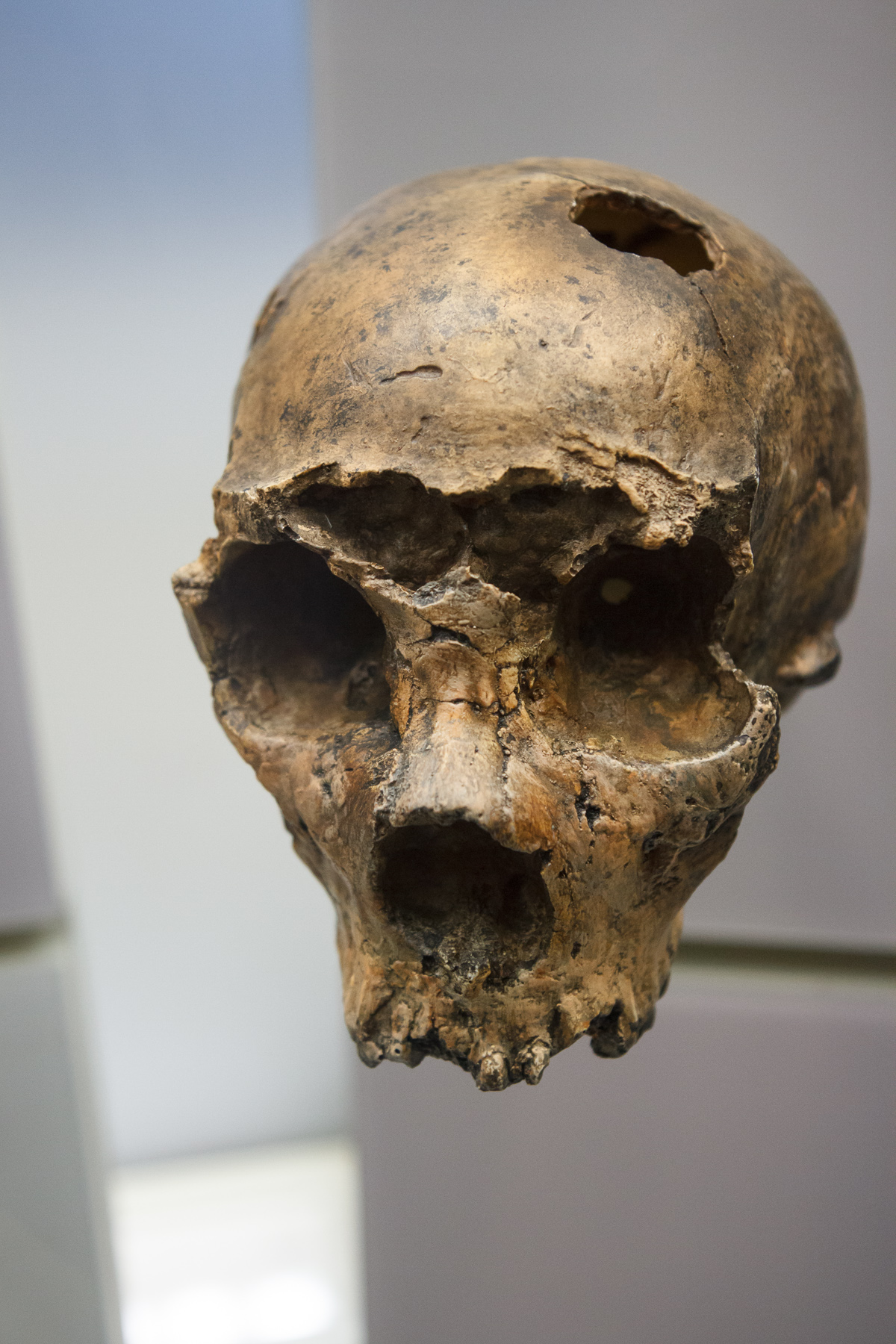
Der Schädel Saccopastore 1

Saccopastore ist eine archäologische und paläoanthropologische Fundstätte auf dem Gebiet der Municipio III der italienischen Hauptstadt Rom. Die Fundstätte und das heutige Industriegebiet Sacco Pastore wurden nach einem so bezeichneten Landgut benannt, auf dessen Gelände sich ein ehemaliger Mäander des Aniene, eines linken Nebenflusses des Tibers, befand. 1929 und 1935 wurden hier die Fragmente von zwei Schädel von Neandertalern (Homo neanderthalensis) entdeckt. Ferner wurden Steinwerkzeuge aus der mittelpaläolithischen Kultur des Moustériens geborgen.

## Fundort
Der erste Schädel (Saccopastore 1) wurde im Mai 1929 von Arbeitern beim Abbau von Kies in einer Kiesgrube entdeckt, die sich in den 1920er- und Anfang der 1930er-Jahre unweit des linken Ufers des Aniene befand. Das Fossil wurde dem Anthropologen Sergio Sergi (1878–1972) von der Universität La Sapienza (Rom) übergeben, der es als Überrest eines Neandertalers identifizierte. Im Juli 1935 untersuchten der französische Prähistoriker und Theologe Henri Breuil sowie der italienische Geologe und Paläontologe Alberto Carlo Blanc (1906–1960) die inzwischen aufgelassene ehemalige Kiesgrube und entdeckten neben einigen Steinwerkzeugen den zweiten Schädel (Saccopastore 2). Die Fundstätte wurde später überbaut.
1935 wurden die beiden Saccopastore-Funde – damaligen Gepflogenheiten folgend – als Homo neanderthalensis aniensis benannt.

## Schädelfunde
Beide Fossilien wurden nach ihrer Entdeckung im Institut für Anthropologie der Universität Rom La Sapienza verwahrt, das von Sergio Sergi geleitet wurde. Nach der Besetzung Italiens durch die deutsche Wehrmacht im Zweiten Weltkrieg befürchtete Sergi, dass die Fossilien vom NS-Staat beschlagnahmt und nach Deutschland verschleppt werden könnten. Deshalb sorgte er dafür, dass mehrere Schädel – auch das Fossil Circeo I aus der Guattari-Höhle – unter dem Altar einer Kirche in Trastevere versteckt wurden. Nach Kriegsende gelangten die Fossilien wieder ins Institut, nach seiner Pensionierung deponierte Sergi sie jedoch zeitweise als sein persönliches Eigentum in seiner Privatwohnung.
Verwahrort der Funde ist heute das „Anthropologische Museum Giuseppe Sergie“ im zweiten Stock des Gebäudes für Anthropologie und Psychologie der Universität La Sapienza in Rom.

### Saccopastore 1
Das Fossil Saccopastore 1 wurde als Oberflächenfund von zwei Arbeitern der Kiesgrube, A. Giovannini und V. Casorri, entdeckt. Es handelt sich vermutlich um den Schädel einer erwachsenen Neandertalerin, der weitestgehend und kaum verformt erhalten blieb. Es fehlt ein wenig Knochensubstanz im Bereich des Foramen supraorbitale und des Jochbogens, ferner fehlen einige Oberkiefer-Zähne und der Unterkiefer. Aufgrund von Fossilienfunden diverser Tierarten wurde der Fund zunächst in die Eem-Warmzeit datiert, Sauerstoff-Isotopenstufe MIS 5, und ihm ein Alter von rund 130.000 bis 120.000 Jahren zugeschrieben. Allerdings fiel bereits früh auf, dass der Schädel eine Kombination von Merkmalen aufweist, die auf ein mögliches höheres Alter hinweisen, und auch die Herstellungsmethode der Steinwerkzeuge schien auf ein höheres Alter hinzuweisen. Bernard Wood erwähnte beispielsweise 2011 in seiner Encyclopedia of Human Evolution, dass einige Forscher die Merkmale des Schädels als einem Zwischenglied zwischen Homo heidelbergensis und Homo neanderthalensis zugehörig interpretierten. Tatsächlich kam 2015 eine Forschergruppe zu dem Ergebnis, dass die Saccopastore-Funde der Sauerstoff-Isotopenstufe 7 zuzuordnen und daher mehr als 100.000 Jahre älter sind als bis dahin angenommen – die Autoren der Studie nennen als Alter rund 250.000 Jahre.

### Saccopastore 2
Das 1935 von Henri Breuil und Alberto Carlo Blanc aus der ehemaligen Kiesgrube geborgene Schädel-Fragment Saccopastore 2 ist ebenfalls ein Oberflächenfund, der laut den Entdeckern aus der gleichen geologischen Schicht stammt wie der Schädel Saccopastore 1 und vermutlich von einem erwachsenen männlichen Neandertaler stammt. Sein geologisches Alter wurde daher zunächst ebenfalls mit rund 130.000 bis 120.000 Jahren angegeben und im Jahr 2015 auf rund 250.000 Jahre korrigiert. Bei Saccopastore 2 fehlen das Schädeldach und auch die meisten seitlichen Schädelknochen, ferner die linke Seite des Untergesichts (basicranium) – der Knochen unterhalb des Gehirns – sowie einige Zähne und der Unterkiefer (siehe den Link zu einer virtuellen Rekonstruktion im Abschnitt Weblinks).

## Belege
1. ↑   Eintrag Saccopastore in: Bernard Wood (Hrsg.): Wiley-Blackwell Encyclopedia of Human Evolution. 2 Bände. Wiley-Blackwell, Chichester u. a. 2011, ISBN 978-1-4051-5510-6.
2. ↑  Bericht von Phillip Tobias (Oktober 2005): Skulls not ours to keep. Fossil hominids should remain in their country of origin… (Memento vom 21. Juni 2012 im Internet Archive)
3. ↑   Anthropologisches Museum Giuseppe Sergie (italienisch)
4. ↑  Sergio Sergi: La scoperta di un cranio del tipo di Neandertal presso Roma. In: Rivista di antropologia. Band 28, S. 325–326, 1929.
5. ↑  Eintrag Saccopastore 1 in: Bernard Wood (Hrsg.): Wiley-Blackwell Encyclopedia of Human Evolution. 2 Bände. Wiley-Blackwell, Chichester u. a. 2011, ISBN 978-1-4051-5510-6.
6. ↑   Fabrizio Marra et al.: A new age within MIS 7 for the Homo neanderthalensis of Saccopastore in the glacio-eustatically forced sedimentary successions of the Aniene River Valley, Rome. In: Quaternary Science Reviews. Band 129, 2015, S. 260–274, doi:10.1016/j.quascirev.2015.10.027.
7. ↑   Henri Breuil und Alberto Carlo Blanc: Ritrovamento “in situ” di un nuovo cranio di “Homo neanderthalensis” nel giacimento di Saccopastore (Roma). In: Rendiconti Regia Accademia Lincei (Cl. Scienze FMN). Band 6, Nr. 22, 1935; S. 166–169.
 Henri Breuil und Alberto Carlo Blanc: Le nouveau crane de Saccopastore, Rome. In: L’Anthropologie. Band 46, 1936, S. 1–16.
8. ↑   Giorgio Manzi et al.: CT-scanning and virtual reproduction of the Saccopastore Neandertal crania. In: Rivista di Antropologia (Roma). Band 79, 2001, S. 61–72, Volltext.

Koordinaten: 41° 56′ 7″ N, 12° 31′ 39″ O